# Cinéma de Pierre Albert-Birot
Le cinéma de Pierre Albert-Birot désigne l'ensemble des projets cinématographiques du poète Pierre Albert-Birot. Bien que ce dernier n'ait jamais pu réaliser aucun film, faute de producteurs, il s'est intéressé au cinéma et fut tenté par l'expression cinématographique entre 1916 et 1921, ce qui l'amène, en 1920, à regrouper dans l'ouvrage Cinéma, drames, poèmes dans l'espace les projets qu'il a échoué à faire réaliser. L'intérêt du poète pour le cinéma s'est également manifesté dans les années 1930, pendant lesquelles il est chroniqueur de cinéma pour la revue Pour Vous.
Les idées cinématographiques d'Albert-Birot ont très tôt éveillé l'intérêt du peintre Francis Picabia, des cinéastes René Clair et Pierre Chenal, ainsi qu'aujourd'hui, celui de la critique universitaire.

## Les projets de films des années 1920

### Contexte
Dès 1916, Guillaume Apollinaire avait encouragé les artistes à suivre cette voie, dans deux entretiens donnés à Nord-Sud et SIC. Dans ce contexte, Albert-Birot rédige en 1919, un bref article qu'il fait suivre d'une « première étude de drame cinématographique » intitulée 2+1=2. Avec cet article, Albert-Birot s'inscrit selon Michel Décaudin, dans la lignée de ces artistes « sensibles aux infinies possibilités de la technique » pour qui « le cinéma a été une occasion sans précédent de donner à voir les créations de la fantaisie et de l'imagination poétique ».

### Histoire d'un échec
En 1920, Pierre Albert-Birot, invité par Picabia, rencontre des metteurs en scène de cinéma et publie Cinéma, drames, poèmes dans l'espace, un recueil de quelques textes écrits pour l'écran, incluant 2+1=2, « accompagné de notes relatives aux démarches tentées à leur sujet ». Les propos qui accompagnent cette publication témoignent d'une certaine amertume du poète, qui se résout à faire imprimer ces scénarios à défaut d'avoir pu les faire réaliser : « Ces poèmes dans l'espace couchés sur du papier », dit-il, « c'est un peu comme un avion traîné par un fiacre. » Selon Alain Virmaux, cette publication fait suite à l'échec de pourparlers avec des gens de cinéma, dont les demandes répétées de projets plus aisés techniquement à réaliser expliqueraient la rédaction successive des six « poèmes dans l'espace ». Albert-Birot affirmera plus tard avoir « bien épouvanté le directeur de la maison Gaumont » avec ces projets.

### Des œuvres expérimentales
Les projets cinématographiques de Pierre Albert-Birot se caractérisent par le souci de l'expérimentation, le refus du réalisme et du mimétisme, voire par la disparition du récit au profit d'une composition visuelle, d'« engendrements de formes et de couleurs ».
- 2+1=2, présenté en 1919, est le premier projet cinématographique d'Albert-Birot. L'auteur assume la banalité du sujet[a] : un trio vaudevillesque du mari, de la femme et de l'amant. Le poète veut en effet davantage attirer l'attention sur la forme, sur la nouveauté du langage cinématographique, et prévoit de faire appel à de nombreux trucages, jeux de lumière et de couleurs. « Les personnages rapetissent, grandissent, se multiplient, se fondent les uns dans les autres. Les murs, les meubles, bougent et se transforment dans un espace élastique, les mouvements sont accélérés ou ralentissent, abolissant le temps[4]. »
- Les Poèmes dans l'espace, présentés en 1920 dans le recueil Cinéma, sont davantage abstraits, et ne proposent plus d'histoire, mais de courtes scènes où « des personnages et des objets [...] se transforment[4] ».
- La Septième dimension, présenté dans le même recueil, est un projet de film beaucoup plus long. Il met en scène le héros Matoum, emprunté à la pièce de théâtre Matoum et Tévibar. Albert-Birot y propose l'utilisation de la couleur, du ralenti et de l'accéléré, et du split screen[9].
- Monsieur Poire et Madame Cœur parmi les oiseaux et les fleurs, « idylle tragi-comique », présenté en 1923[11], met en scène deux personnages déjà utilisés dans le projet précédent la Septième dimension et dans le drame L'Homme coupé en morceau. Le projet propose vingt-sept séquences numérotées.

## Les chroniques cinématographiques des années 1930
Albert-Birot tient, de juin 1931 à juillet 1934, une chronique consacrée au cinéma intitulée « Pierre Albert-Birot raconte... » dans Pour Vous, supplément de l'Intransigeant. Ces résumés s'apparentent essentiellement à un travail alimentaire. Dans ces chroniques, le poète raconte l'intrigue des films sans porter de jugement. Néanmoins, selon Carole Aurouet, elles sont marquées par une certaine platitude stylistique quand le film a déplu au chroniqueur, tandis que dans le cas inverse, il travaille son style de manière à le rapprocher de l'écriture cinématographique du film.

## Réception de l’œuvre et postérité

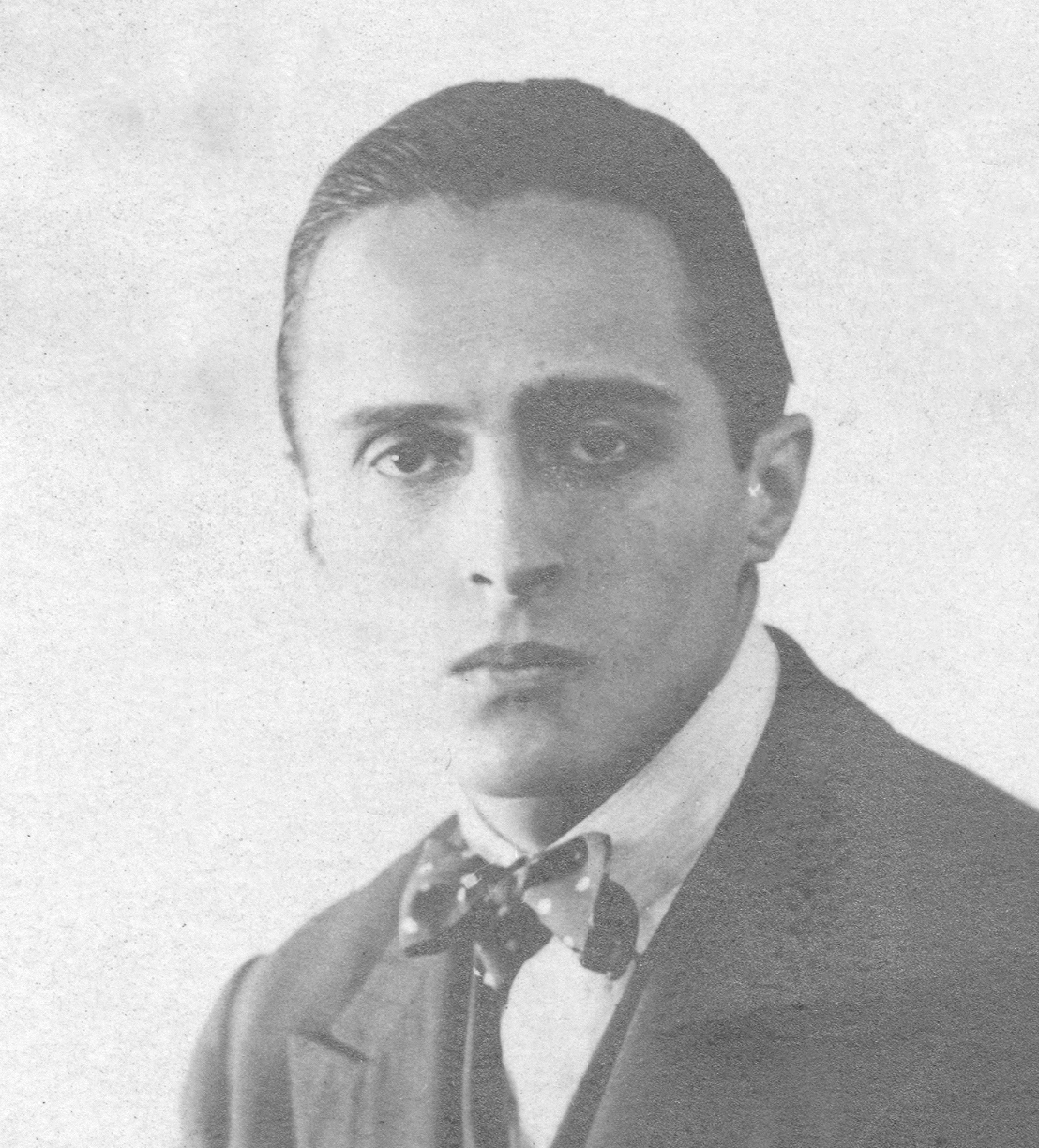
René Clair a témoigné de l'influence que les projets d'Albert-Birot ont eu sur lui, et salué un précurseur dont les conceptions ont paru irréalisables en leur temps.

Bien qu'elles n'aient jamais été portées à l'écran, les idées de Pierre Albert-Birot sur le cinéma ont contribué, selon Carole Aurouet, à « défendre une certaine idée du cinéma » et influencé plusieurs artistes.
Dès 1924, Francis Picabia a salué l'inventivité des projets cinématographiques d'Albert-Birot. René Clair a témoigné de l'influence que ces projets ont eu sur lui, et salué en Albert-Birot un précurseur dont les conceptions ont paru irréalisables mais seraient réalisées par d'autres peu à peu. Le réalisateur Pierre Chenal, enfin, cite sa lecture des poèmes cinématographiques de Pierre Albert-Birot comme ayant eu un rôle décisif dans sa volonté de devenir réalisateur, aux côtés du « Film de la Fin du monde » de Blaise Cendrars et des « bouquins de Delluc ».